# Liste der Bodendenkmäler in Brüggen
Die Liste der Bodendenkmäler in Brüggen enthält die denkmalgeschützten unterirdischen baulichen Anlagen, Reste oberirdischer baulicher Anlagen, Zeugnisse tierischen und pflanzlichen Lebens und paläontologischen Reste auf dem Gebiet der Gemeinde Brüggen im Kreis Viersen in Nordrhein-Westfalen (Stand: November 2020). Diese Bodendenkmäler sind in Teil B der Denkmalliste der Gemeinde Brüggen eingetragen; Grundlage für die Aufnahme ist das Denkmalschutzgesetz Nordrhein-Westfalen (DSchG NRW).

## Liste der Bodendenkmäler
| Bild | Bezeichnung                                                      | Lage         | Beschreibung | Bauzeit | Eingetragen seit | Denkmal- nummer |
| ---- | ---------------------------------------------------------------- | ------------ | ------------ | ------- | ---------------- | --------------- |
|      | Flachsrösten                                                     | Bracht       |              |         | 31.08.1989       | 1               |
|      | Grabhügelgruppe                                                  | Bracht       |              |         | 25.03.1991       | 2               |
|      | Römerstraße                                                      | Bracht       |              |         | 25.03.1991       | 3a              |
|      | Römerstraße                                                      | Bracht       |              |         | 24.10.1995       | 3b              |
|      | Römerstraße                                                      | Bracht       |              |         | 24.10.1995       | 3c              |
|      | Römerstraße                                                      | Bracht       |              |         | 24.10.1995       | 3d              |
|      | Römerstraße                                                      | Bracht       |              |         | 24.10.1995       | 3e              |
|      | Grabhügelgruppe                                                  | Bracht       |              |         | 24.06.1991       | 4               |
|      | mittelalterliche Töpfereihalde                                   | Brüggen-Born |              |         | 21.11.1991       | 5               |
|      | ehemaliges Kreuzherrenkloster                                    | Brüggen-Born |              |         | 24.06.1992       | 6               |
|      | Burg Born                                                        | Brüggen-Born |              |         | 24.01.1994       | 7               |
|      | Flachsrösten                                                     | Brüggen-Born |              |         | 07.12.1994       | 8               |
|      | mittelalterliche Landwehr                                        | Brüggen-Born |              |         | 19.04.1995       | 9               |
|      | Flachsrösten                                                     | Bracht       |              |         | 13.06.1994       | 10              |
|      | vorgeschichtlicher Grabhügel                                     | Brüggen-Born |              |         | 07.10.1994       | 11              |
|      | ehemaliges Gut Amerslohe                                         | Bracht       |              |         | 20.06.1995       | 12              |
|      | Grabhügelanlage                                                  | Brüggen-Born |              |         | 07.12.1994       | 13              |
|      | Bunker, Ringstand                                                | Bracht       |              |         | 14.02.1995       | 14              |
|      | Bunker, Ringstand                                                | Bracht       |              |         | 14.02.1995       | 15              |
|      | Bunker, Ringstand                                                | Bracht       |              |         | 14.02.1995       | 16              |
|      | Mittelalterliche Siedlung/neuzeitliche Stadt Brüggen Teilbereich | Brüggen-Born |              |         | 12.12.1997       | 17 a            |
|      | Mittelalterliche Siedlung/neuzeitliche Stadt Brüggen Teilbereich | Brüggen-Born |              |         | 14.03.2005       | 17 b            |
|      | Mittelalterliche Siedlung/neuzeitliche Stadt Brüggen Teilbereich | Brüggen-Born |              |         | 09.12.2010       | 17 c            |